# Gabriela Porumboiu
Gabriela Porumboiu (n.  ?) este un deputat român, ales în 2024 din partea POT. 